# 24 december
24 december is de 358ste dag van het jaar (359ste dag in een schrikkeljaar) in de gregoriaanse kalender. Hierna volgen nog 7 dagen tot het einde van het jaar.

## Gebeurtenissen
- Algemeen
  - 1910 - Op de rede van Vlissingen vindt een aanvaring plaats tussen een Belgisch en een Nederlands stoomschip, 6 opvarenden verdrinken.[1]
  - 2021 - Het Instituut voor Medische Dringende Hulpverlening (IMDH) neemt haar Eurocopter AS355 Écureuil 2 MUG-heli uit dienst.
- Criminaliteit en veiligheid
  - 1994 - Air France 8969 wordt gekaapt op het vliegveld van Algerije.
  - 2023 - In Almere wordt het landschapskunstwerk Polderland Garden of Love and Fire van de Poolse architect Daniel Libeskind en dat onderdeel van Collectie Landschapskunst Flevoland is tijdens de nacht beschadigd. Volgens omwonenden zou er sprake zijn geweest van een zware explosie bij het kunstwerk. Het kunstwerk is eerder ook een doelwit voor vernieling geweest.[2][3]
- Infrastructuur
  - 1913 - Groot spoorwegongeval bij Hooghalen.
- Kunst en cultuur
  - 1818 - Stille Nacht, gecomponeerd door Franz Gruber, wordt voor het eerst uitgevoerd.[4]
  - 1871 - Eerste uitvoering van Aida, opera van Giuseppe Verdi, ter gelegenheid van de opening van het Suezkanaal.[4]
  - 1903 - Première van Schakels, toneelstuk van Herman Heijermans, met Louis Bouwmeester in de hoofdrol.
- Media
  - 1945 - Start van de uitzendingen van de Regionale Omroep Zuid (ROZ).
  - 2001 - Op de Belgische kinder- en jeugdzender Ketnet wordt de eerste aflevering van de serie Piet Piraat uitgezonden.[5]
- Oorlog
  - 1814 - Ondertekening van de Vrede van Gent waardoor er een einde komt aan de in 1812 begonnen oorlog tussen de Verenigde Staten en Groot-Brittannië.[4]
  - 1944 - Tijdens kerstavond wordt het Belgische troepenschip Léopoldville vlak bij Cherbourg getorpedeerd door de U 486. Zo'n 515 Amerikaanse soldaten komen hierbij om het leven, alsook 5 bemanningsleden, waaronder kapitein Charles Limbor.
- Politiek
  - 1610 - De Republiek der Zeven Verenigde Nederlanden gaat diplomatieke betrekkingen aan met Marokko.[4]
  - 1800 - Moordaanslag op Napoleon. Een bom ontploft naast zijn rijtuig als hij op weg is naar de opera.[4]
  - 1925 - Benito Mussolini krijgt alle macht in Italië.[4]
  - 2009 - Er vinden rellen in het dorpje Papatam bij Albina in Suriname plaats. Honderden marrons vallen Brazilianen en Chinezen aan. Er vallen dertien gewonden en twintig Braziliaanse vrouwen worden verkracht; honderden mensen raken hun onderkomen kwijt.
- Recreatie
  - 2005 - Opening van Plopsa Indoor Hasselt in Hasselt. Het is het tweede Plopsa-park.
- Religie
  - 640 - Paus Johannes IV treedt aan als 72e paus van de Rooms-Katholieke Kerk. Zijn pontificaat wordt beheerst door onenigheid over het monotheletisme.
  - 2015 - Kerstmis en nieuwjaar zijn officieel verboden in Somalië. De minister van Religieuze Zaken, Sheikh Mohamed Kheyrow, draagt het leger op "dergelijke on-islamitische praktijken te voorkomen".

- Wetenschap en technologie
  - 1978 - Landing van het onbemande Venera 11 ruimtevaartuig op de planeet Venus.[6]
  - 1979 - Eerste lancering van de Europese raket Ariane 1.[4]
  - 2023 - Lancering van een Falcon 9 raket van SpaceX vanaf Vandenberg Space Force Base Lanceercomplex 4E voor de SARah 2 & 3 missie met de SARah 2 en SARah 3 passieve reflector antenne SAR satellieten van de Bundeswehr. De satellieten moeten samen met SARah 1 een constellatie gaan vormen.[7][8]

## Geboren

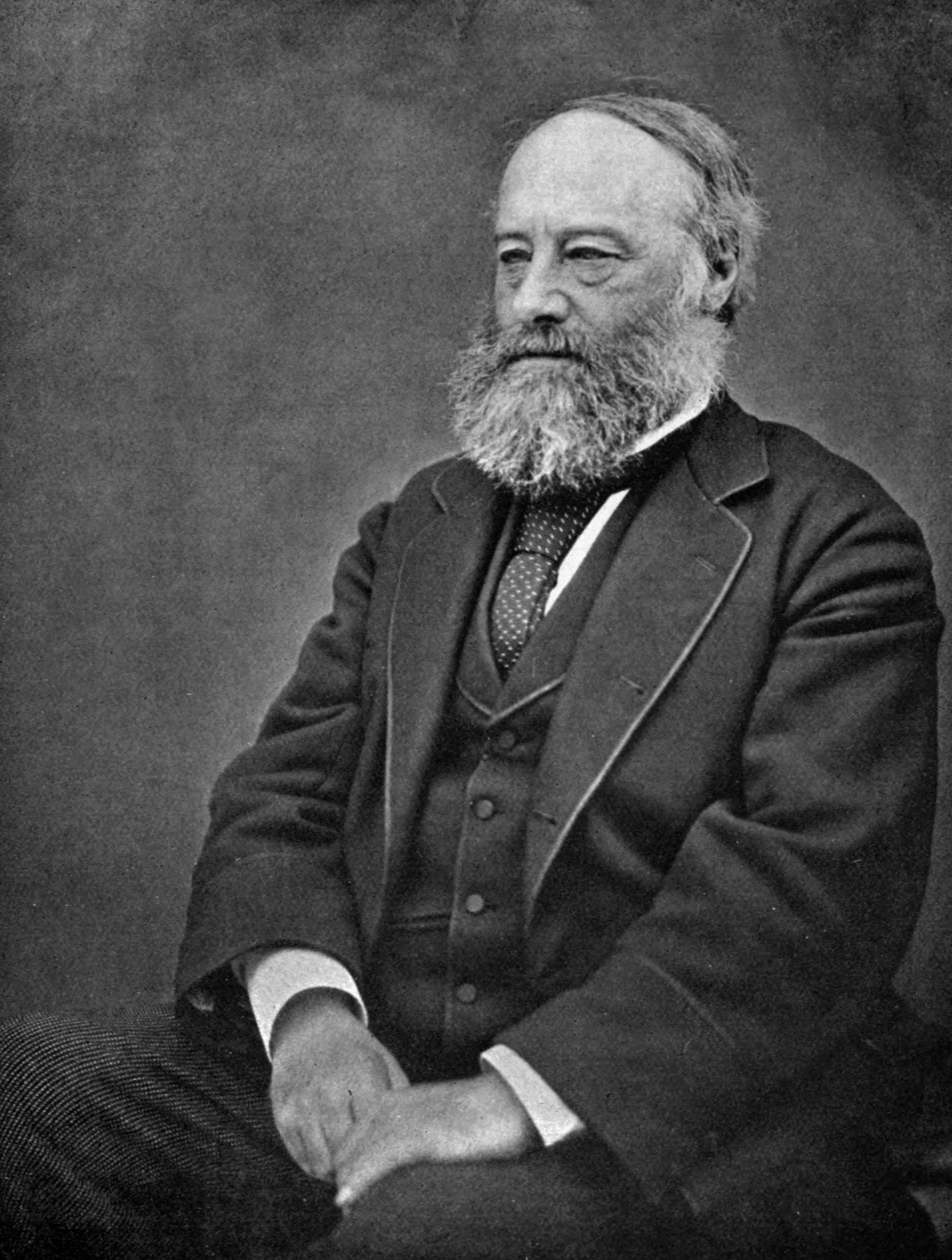
James Prescott Joule,
geboren in 1818

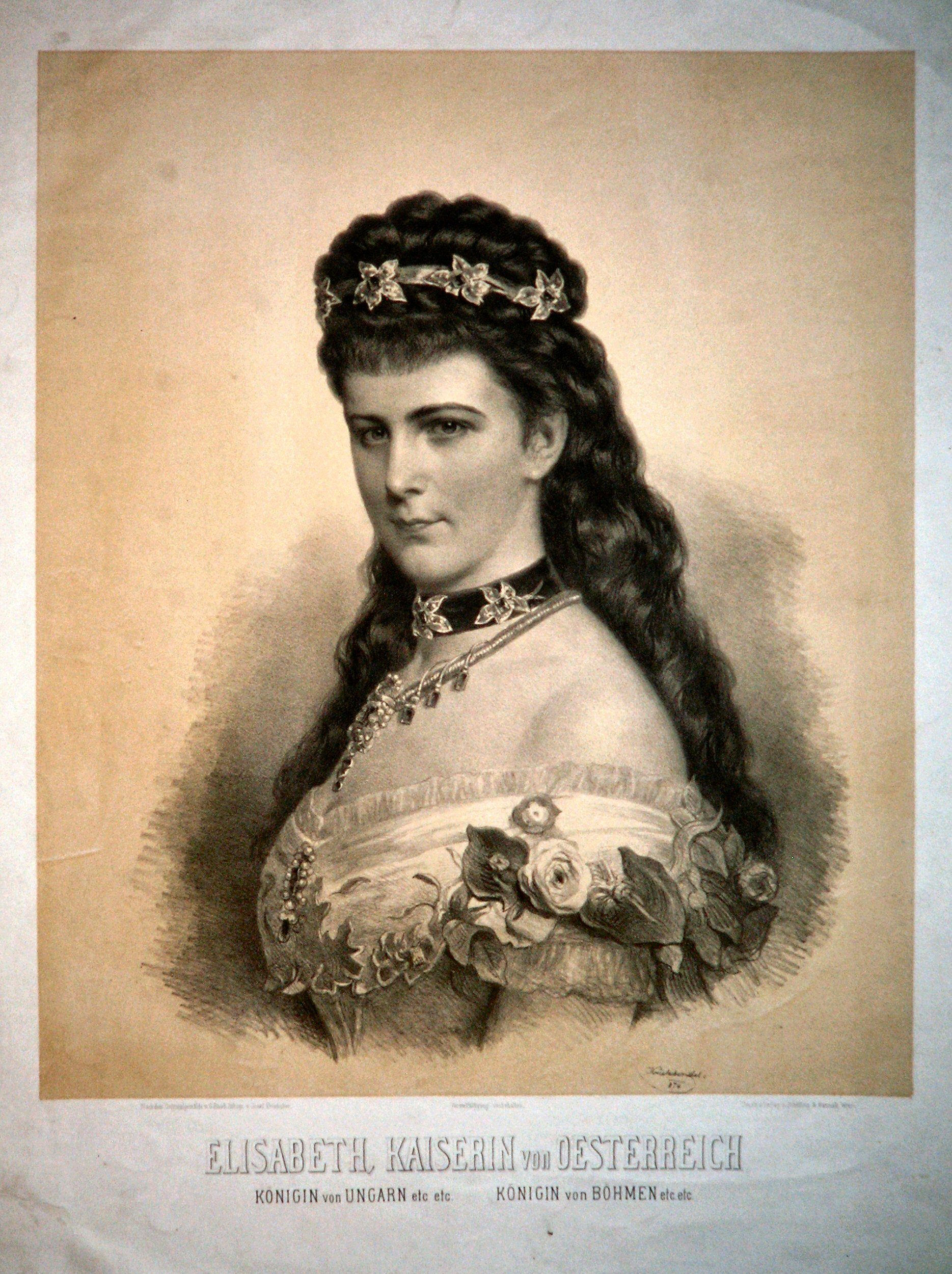
Elisabeth van Oostenrijk-Hongarije,
geboren in 1837

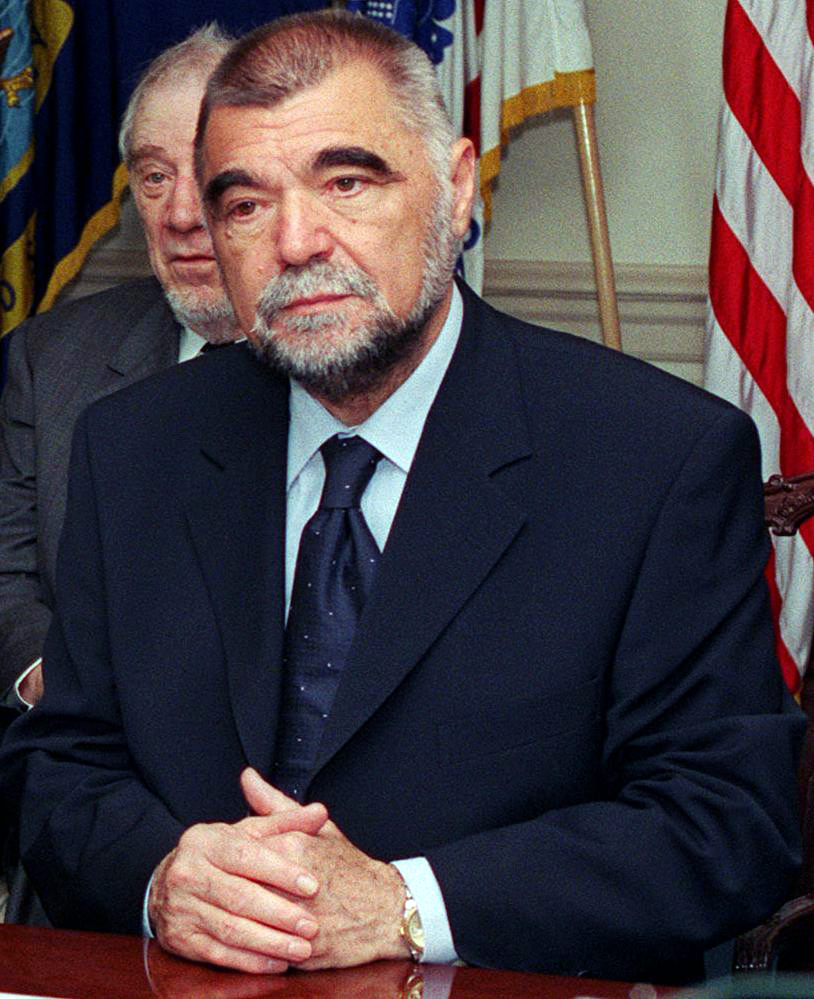
Stjepan Mesić,
geboren in 1934

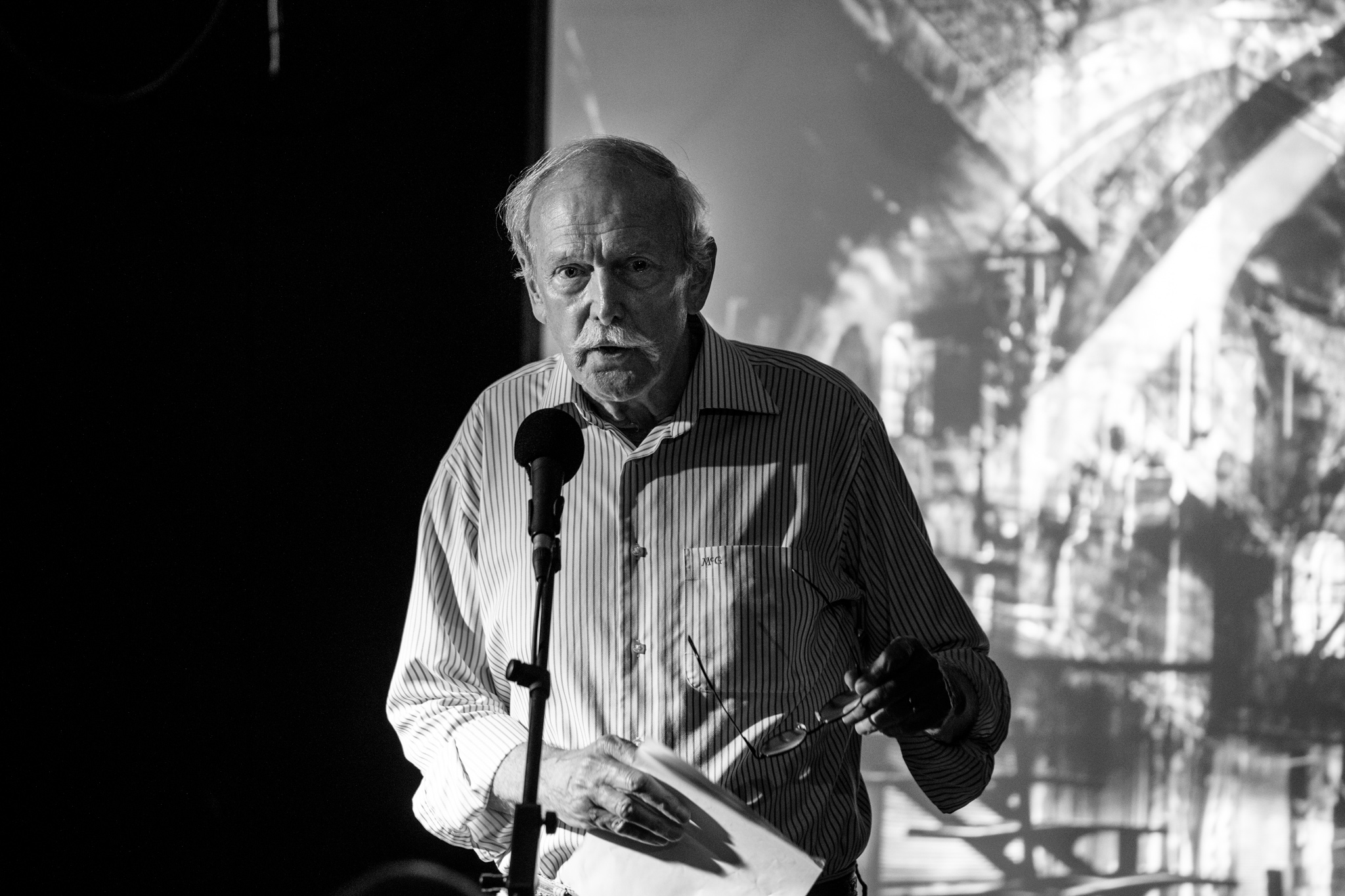
H.C. ten Berge,
geboren in 1938

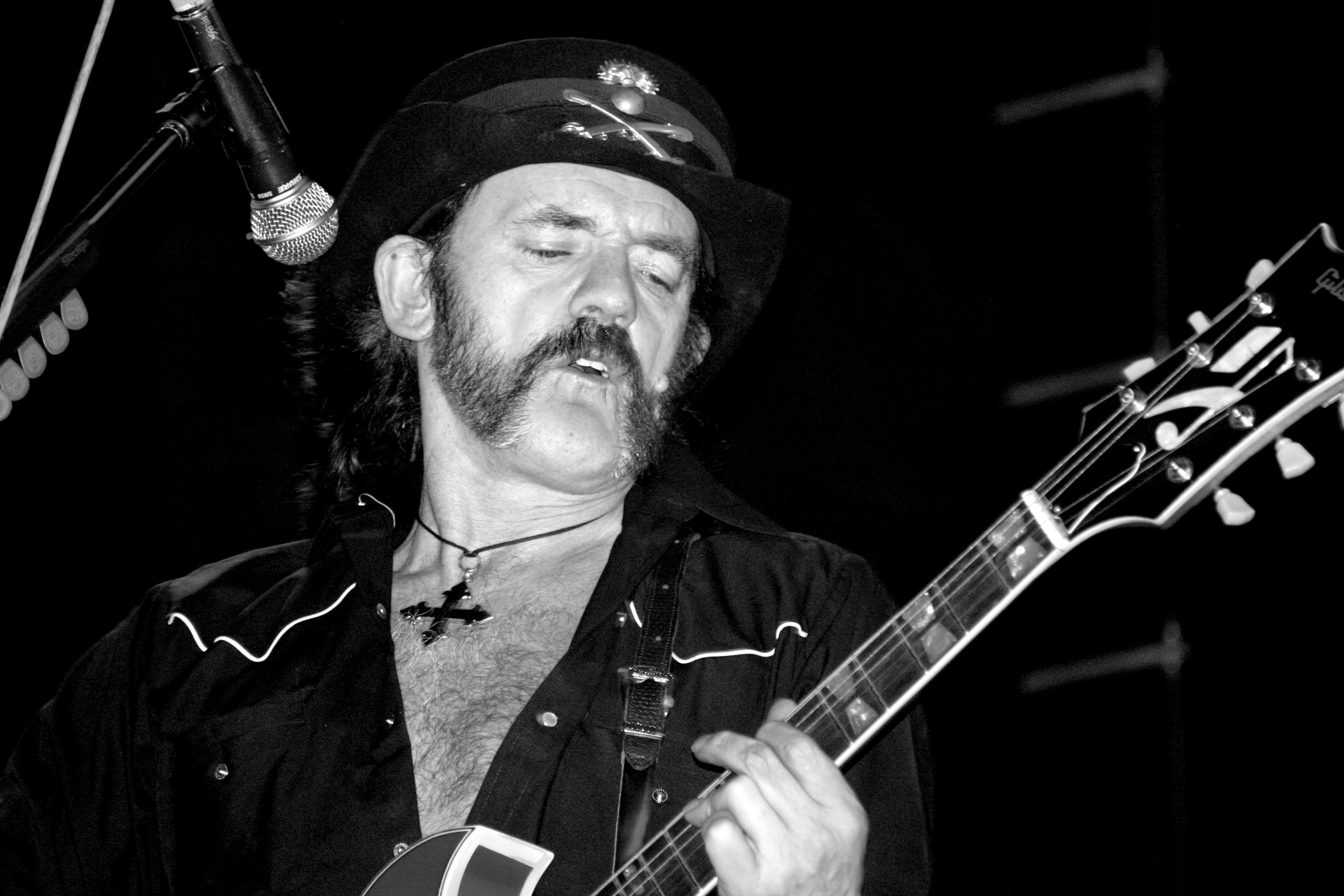
Lemmy Kilmister,
geboren in 1945

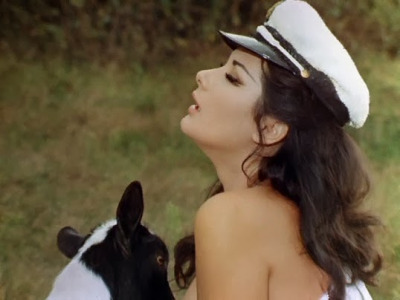
Edwige Fenech,
geboren in 1948

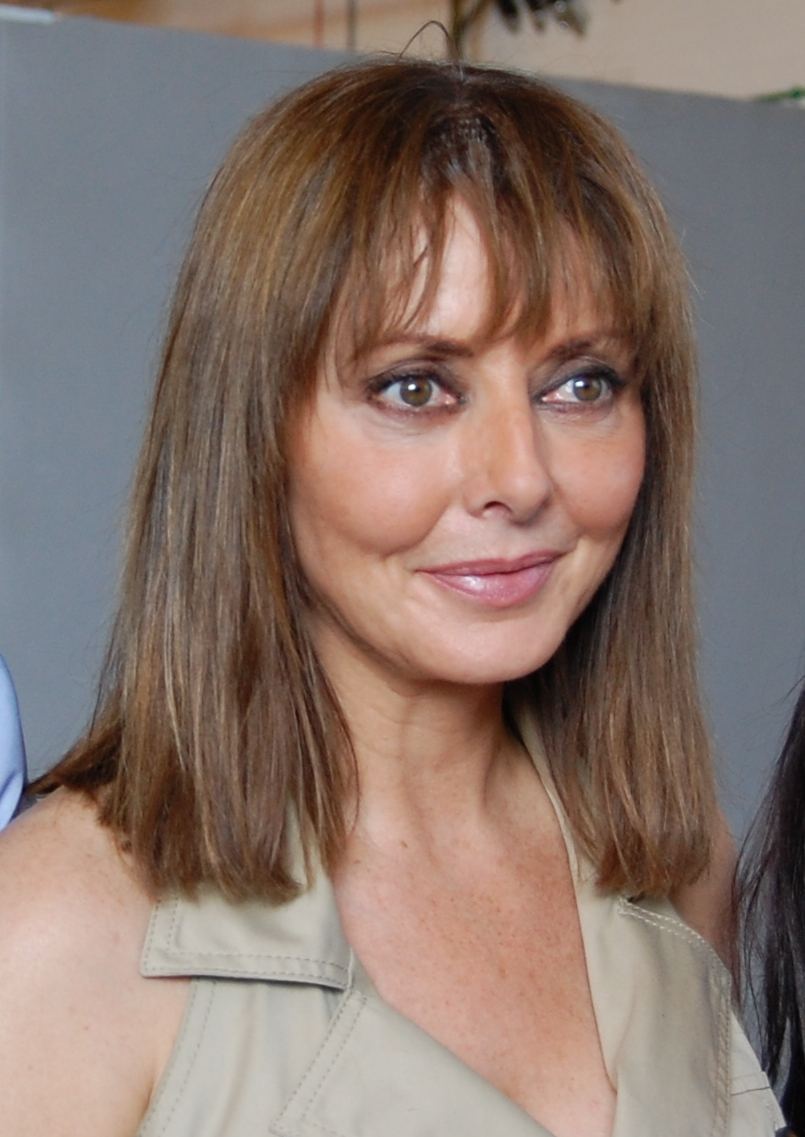
Carol Vorderman in 2011
geboren in 1960

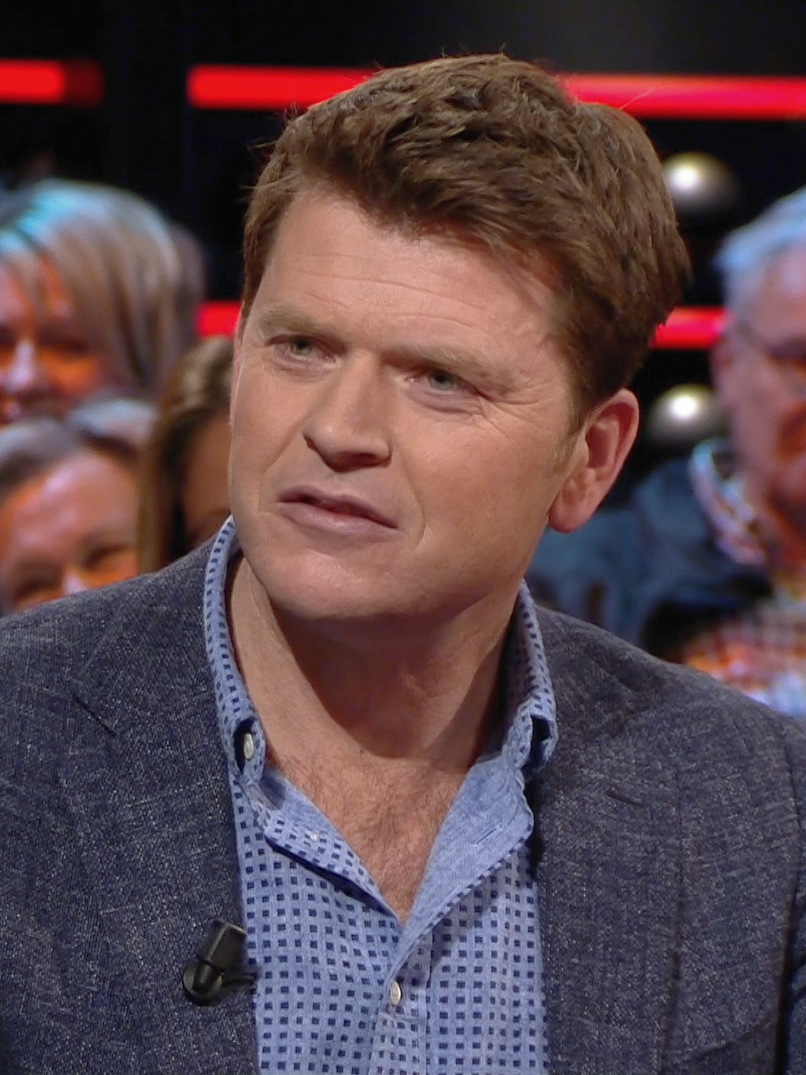
Beau van Erven Dorens,
geboren in 1970

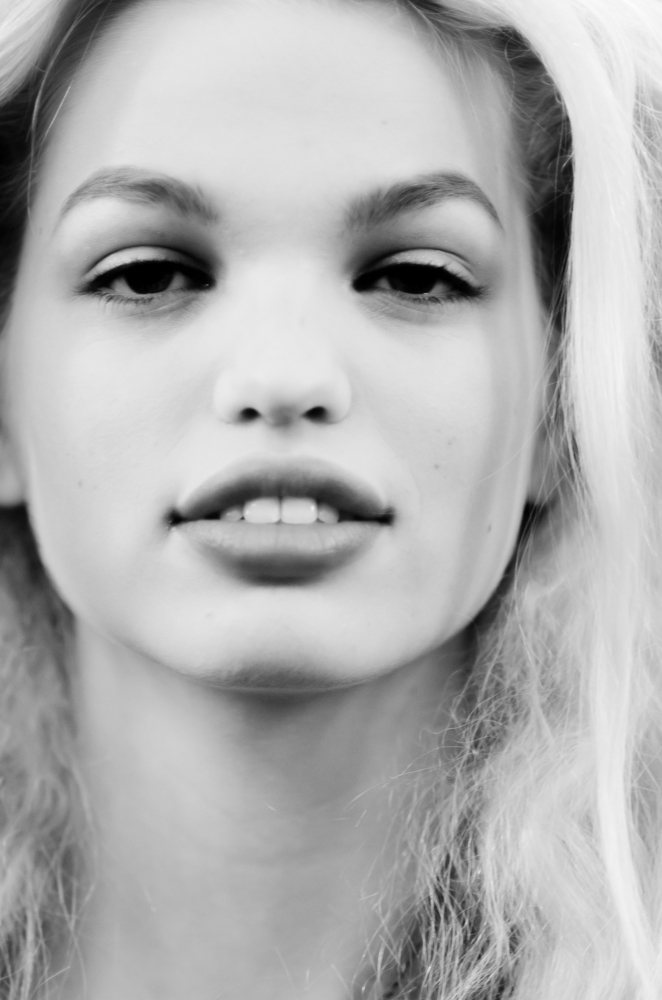
Daphne Groeneveld,
geboren in 1994

- 3 v.Chr. - Servius Sulpicius Galba, keizer van het Romeinse Keizerrijk (overleden 69)
- 1166 - Jan zonder Land, koning van Engeland (1199-1216) (overleden 1216)
- 1491 - Ignatius van Loyola (overleden 1556)
- 1754 - George Crabbe, Engels dichter (overleden 1832)
- 1787 - Willem van Hessen-Kassel, zoon van prins Frederik van Hessen (overleden 1867)
- 1791 - Eugène Scribe, Frans toneelschrijver en librettist (overleden 1861)
- 1798 - Adam Mickiewicz, Pools dichter (overleden 1855)
- 1818 - James Prescott Joule, Brits natuurkundige (overleden 1889)
- 1824 - Peter Cornelius, Duits componist en dichter (overleden 1874)
- 1837 - Elisabeth van Oostenrijk-Hongarije ("Sisi") (overleden 1898)
- 1837 - Cosima Wagner, echtgenote van Richard Wagner (overleden 1930)
- 1843 - Lydia Koidula, Estisch dichteres (overleden 1886)
- 1845 - George I van Griekenland, koning van Griekenland (1863-1913) (overleden 1913)
- 1861 - Hendrik Ouwerling, Nederlands onderwijzer en streekhistoricus (overleden 1932)
- 1867 - Aleksandre Sjarvasjidze, Abchazisch-Georgische kunstenaar (overleden 1968)
- 1868 - Emanuel Lasker, Duits schaker (overleden 1941)
- 1869 - Henriette Roland Holst-van der Schalk, Nederlands dichteres en socialiste (overleden 1952)
- 1879 - Alexandrine Augusta van Mecklenburg-Schwerin, koningin-gemalin van Denemarken (overleden 1952)
- 1884 - Antoine, Frans kapper van beroemdheden (overleden 1976)
- 1884 - Otto Reiser, Duits voetballer (overleden 1957)
- 1886 - Michael Curtiz, Hongaars/Amerikaans filmregisseur (overleden 1962)
- 1889 - Violet Piercy, Brits atlete (overleden 1972)
- 1894 - Jan Hengeveld, Nederlands touwtrekker (overleden 1961)
- 1902 - Walter Dietrich, Zwitsers voetballer (overleden 1979)
- 1905 - Catharina Helena Bolhuis-Schilstra, Nederlands verkennersleider (overleden 1988)
- 1905 - Howard Hughes, Amerikaans producent, regisseur, vliegtuigmagnaat en multimiljonair (overleden 1976)
- 1907 - Colin Gordon, Guyaans atleet (overleden 1980)
- 1910 - Ellen Braumüller, Duits atlete (overleden 1991)
- 1910 - Fritz Leiber, Amerikaans schrijver (overleden 1992)
- 1911 - Dieudonné Devrindt, Belgisch atleet (overleden 1994)
- 1914 - Herbert Reinecker, Duits journalist en (scenario)schrijver (o.a. Derrick) (overleden 2007)
- 1914 - Donald Rose, Brits oorlogsveteraan (overleden 2025)
- 1914 - Guus Verstraete, Nederlands acteur en regisseur (overleden 1994)
- 1917 - Salah Tarazi, Syrisch diplomaat en rechter (overleden 1980)
- 1918 - Dave Bartholomew, Amerikaans muzikant (overleden 2019)
- 1918 - Bill Taylor, Amerikaans autocoureur (overleden 2004)
- 1919 - Pierre Soulages, Frans abstract kunstschilder en beeldhouwer (overleden 2022)
- 1920 - Harry de Groot, Nederlands musicus en componist (overleden 2004)
- 1921 - Remi Schrijnen, Belgisch vrijwilliger bij de SS die het IJzeren Kruis ontving (overleden 2006)
- 1922 - Ava Gardner, Amerikaans actrice (overleden 1990)
- 1924 - Hassan El Glaoui, Marokkaans kunstschilder (overleden 2018)
- 1925 - Prospero Grech o.s.a., Maltees kardinaal (overleden 2019)
- 1925 - Yafa Yarkoni, Israëlisch zangeres (overleden 2012)
- 1927 - Vernon Heywood, Brits botanicus (overleden 2022)
- 1927 - Mary Higgins Clark, Amerikaans schrijfster van misdaadromans (overleden 2020)
- 1927 - Teresa Stich-Randall, Amerikaans operazangeres (overleden 2007)
- 1928 - Manfred Rommel, Duits burgemeester (overleden 2013)
- 1929 - Lucien Hanswijk, Belgisch atleet (overleden 2006)
- 1930 - Kiek Bak, Nederlands beeldhouwer (overleden 1998)
- 1931 - Vic Anciaux, Belgisch arts en politicus (overleden 2023)
- 1931 - Mauricio Kagel, Argentijns/Duits componist (overleden 2008)
- 1932 - Donald Jones, Nederlands acteur en zanger (overleden 2004)
- 1932 - On Kawara, Japans kunstenaar (overleden 2014)
- 1933 - Renée Colliard, Zwitsers alpineskiester (overleden 2022)
- 1934 - Stjepan Mesić, Kroatisch president
- 1937 - Félix Miélli Venerando, Braziliaans voetbaldoelman (overleden 2012)
- 1938 - H.C. ten Berge, Nederlands dichter, prozaschrijver en vertaler
- 1938 - Ralph Inbar, Nederlands televisiepresentator en -programmamaker (overleden 2004)
- 1939 - Robin Morton, Brits folkmuzikant (overleden 2021)
- 1941 - Ana Maria Machado, Braziliaans journalist, kunstschilder en schrijfster
- 1941 - Howden Ganley, Nieuw-Zeelands autocoureur
- 1943 - Tarja Halonen, Fins juriste en politica
- 1944 - Paulo Luís Borges, Braziliaans voetballer (overleden 2011)
- 1944 - Jo Haazen, Belgisch beiaardier
- 1944 - Erhard Keller, Duits schaatser
- 1945 - Lemmy Kilmister, Engels bassist en zanger (overleden 2015)
- 1946 - Jan Akkerman, Nederlands gitarist
- 1946 - Uri Coronel, Nederlands voetbalbestuurder (overleden 2016)
- 1946 - Eric Van Lustbader, Amerikaans thriller-, spionage- en fantasyschrijver
- 1946 - Jeff Sessions, Amerikaans jurist en Republikeins politicus; 2017-18 minister van Justitie
- 1947 - Miguel Ángel González Suárez, Spaans voetballer (overleden 2024)
- 1947 - Norbert De Batselier, Belgisch politicus
- 1948 - Edwige Fenech, Italiaans actrice en filmproducente
- 1948 - Stan Bowles, Engels voetballer (overleden 2024)
- 1949 - Warwick Brown, Australisch autocoureur
- 1950 - Gilberto Alves, Braziliaans voetballer
- 1950 - Peter te Bos, Nederlands muzikant en grafisch ontwerper
- 1951 - Hein Schreuder, Nederlands bedrijfseconoom (overleden 2023)[9]
- 1952 - Bruno Cipolla, Italiaans stuurman bij het roeien
- 1952 - Jacob Wit, Nederlands jurist en rechter (overleden 2024)
- 1953 - Henk Rogers, Nederlands computerspelontwerper en ondernemer
- 1954 - Gregory S. Paul, Amerikaans paleontoloog en wetenschappelijk illustrator
- 1954 - Mieke van Doorn, Nederlands atlete
- 1955 - Clarence Gilyard jr., Amerikaans acteur (overleden 2022)
- 1955 - Seppo Pyykkö, Fins voetballer
- 1955 - David Richardson, Amerikaans scenarioschrijver (overleden 2021)
- 1956 - Stephanie Hodge, Amerikaans actrice en schrijfster
- 1958 - Michael Flynn, Amerikaans militair en regeringsfunctionaris
- 1958 - Esther Jansma, Nederlands dichteres, prozaschrijfster en archeologe (overleden 2025)
- 1958 - Hans Spaan, Nederlands motorcoureur
- 1959 - Anneke Blok, Nederlands actrice
- 1959 - Lee Daniels, Amerikaans film- en televisieregisseur, producent en scenarioschrijver
- 1959 - Keith Deller, Engels darter
- 1959 - Harrie van Heumen, Nederlands ijshockeyer
- 1960 - Maik de Boer, Nederlands stylist
- 1960 - Carol Vorderman, Brits mediapersoonlijkheid
- 1961 - İlham Əliyev, president van Azerbeidzjan (2003- )
- 1961 - Peter Smit, Nederlands kickbokser, thaibokser en kyokushinkai karatebeoefenaar (overleden 2005)
- 1961 - Wade Williams, Amerikaans acteur
- 1962 - Karel Glastra van Loon, Nederlands schrijver en journalist (overleden 2005)
- 1965 - Martin Atkins, Engels darter
- 1965 - Ingeborg Wieten, Nederlands actrice
- 1966 - Diedrich Bader, Amerikaans komiek en (stem)acteur
- 1966 - Karl van den Broeck, Belgisch journalist
- 1966 - Menzo Havenga, Nederlands viroloog
- 1967 - Brecht Rodenburg, Nederlands volleyballer
- 1967 - Shazz (Didier Delesalle), Frans houseproducer
- 1968 - Wolter Kroes, Nederlands artiest
- 1968 - Steven Laureys, Belgisch neuroloog
- 1968 - Marleen Renders, Belgisch atlete
- 1969 - Chen Yueling, Chinees/Amerikaans atlete
- 1969 - Sean Cameron Michael, Zuid-Afrikaans acteur
- 1969 - Ed Miliband, Brits politicus
- 1969 - Mark Millar, Schots comicschrijver
- 1969 - Luis Musrri, Chileens voetballer en voetbalcoach
- 1969 - Josien ten Thije, Nederlands paralympisch sportster
- 1970 - Beau van Erven Dorens, Nederlands televisiepresentator en stemacteur
- 1970 - Amaury Nolasco, Amerikaans acteur
- 1970 - Will Oldham, Amerikaans singer-songwriter en acteur
- 1970 - Romeo Wouden, Nederlands voetballer
- 1971 - Jeremy Davidson, Amerikaans acteur, filmregisseur, filmproducent en scenarioschrijver
- 1971 - Tommi Kautonen, Fins voetballer en voetbalcoach
- 1971 - Ricky Martin, Puerto Ricaans zanger
- 1972 - Richard Dutruel, Frans voetbalkeeper
- 1972 - René van Kooten, Nederlands musicalster, zanger en acteur
- 1972 - Álvaro Mesén, Costa Ricaans voetballer
- 1972 - Matt Passmore, Australisch acteur
- 1972 - Francesca Vanthielen, Belgisch omroepster, actrice en presentatrice
- 1973 - Stephenie Meyer, Amerikaans kinderboekenschrijfster
- 1974 - Thure Lindhardt, Deens acteur
- 1974 - Marcelo Salas, Chileens voetballer
- 1974 - Tadjou Salou, Togolees voetballer (overleden 2007)
- 1974 - Rop Verheijen, Nederlands acteur
- 1975 - Maarten Claeyssens, Belgisch acteur
- 1976 - Peter Genyn, Belgisch paralympisch sporter
- 1976 - Philip Rothman, Amerikaans componist, dirigent en slagwerker
- 1977 - Michael Raymond-James, Amerikaans acteur
- 1977 - Jason Read, Amerikaans roeier
- 1977 - Glen Salmon, Zuid-Afrikaans voetballer
- 1978 - Yıldıray Baştürk, Turks voetballer
- 1978 - John Nieuwenburg, Nederlands voetballer
- 1979 - Kathrin Goeken, Nederlands wielrenster
- 1979 - Pang Qing, Chinees kunstschaatsster
- 1980 - Stephen Appiah, Ghanees voetballer
- 1980 - Roos Jonker, Nederlands jazzzangeres
- 1980 - Jeroen Nikkel, Nederlands schansspringer
- 1980 - Jelle ten Rouwelaar, Nederlands voetballer
- 1981 - Justice Christopher, Nigeriaans voetballer (overleden 2022)
- 1981 - Dima Bilan, Russisch zanger
- 1981 - Broc Parkes, Australisch motorcoureur
- 1983 - Maarten Heijmans, Nederlands acteur
- 1983 - Irina Krush, Russisch/Amerikaans schaakster
- 1983 - Amaryllis Uitterlinden, Belgisch singer-songwriter en actrice
- 1984 - Walter Altmann, Oostenrijks voetbalscheidsrechter
- 1984 - Wallace Spearmon, Amerikaans atleet
- 1985 - Fabiano Joseph, Tanzaniaans atleet
- 1985 - Christina Schwanitz, Duits atlete
- 1985 - Matt Targett, Australisch zwemmer
- 1985 - Robin Veldman, Nederlands voetbalcoach
- 1986 - Theodor Gebre Selassie, Tsjechisch voetballer
- 1986 - Riyo Mori, Japans Miss Universe 2007
- 1986 - Rik Verheye, Belgisch acteur
- 1987 - Jasper Heusinkveld, Nederlands voetballer
- 1988 - Tommy Stroot, Duits voetbaltrainer
- 1988 - Simon Zenke, Nigeriaans voetballer
- 1989 - Diafra Sakho, Senegalees voetballer
- 1990 - Brigetta Barrett, Amerikaans atlete
- 1990 - Michael Lewis, Amerikaans autocoureur
- 1990 - Thomas Van Der Plaetsen, Belgisch atleet
- 1990 - Chris Windom, Amerikaans autocoureur
- 1991 - Mikaela Matthews, Amerikaans freestyleskiester
- 1991 - Louis Tomlinson, Lid van boyband One Direction
- 1992 - Serge Aurier, Ivoriaans voetballer
- 1993 - Yuya Kubo, Japans voetballer
- 1994 - Daphne Groeneveld, Nederlands model
- 1994 - Ève Périsset, Frans voetbalster
- 1996 - Martyna Wiankowska, Pools voetbalster
- 1997 - Neeraj Chopra, Indiaas atleet
- 1997 - Julia Zigiotti Olme, Zweeds voetbalster
- 1999 - Egor Zjesjko, Wit-Russisch zanger
- 2000 - Rusty-Jake Rodriguez, Oostenrijks darter
- 2001 - Emma Weyant, Amerikaans zwemster

## Overleden

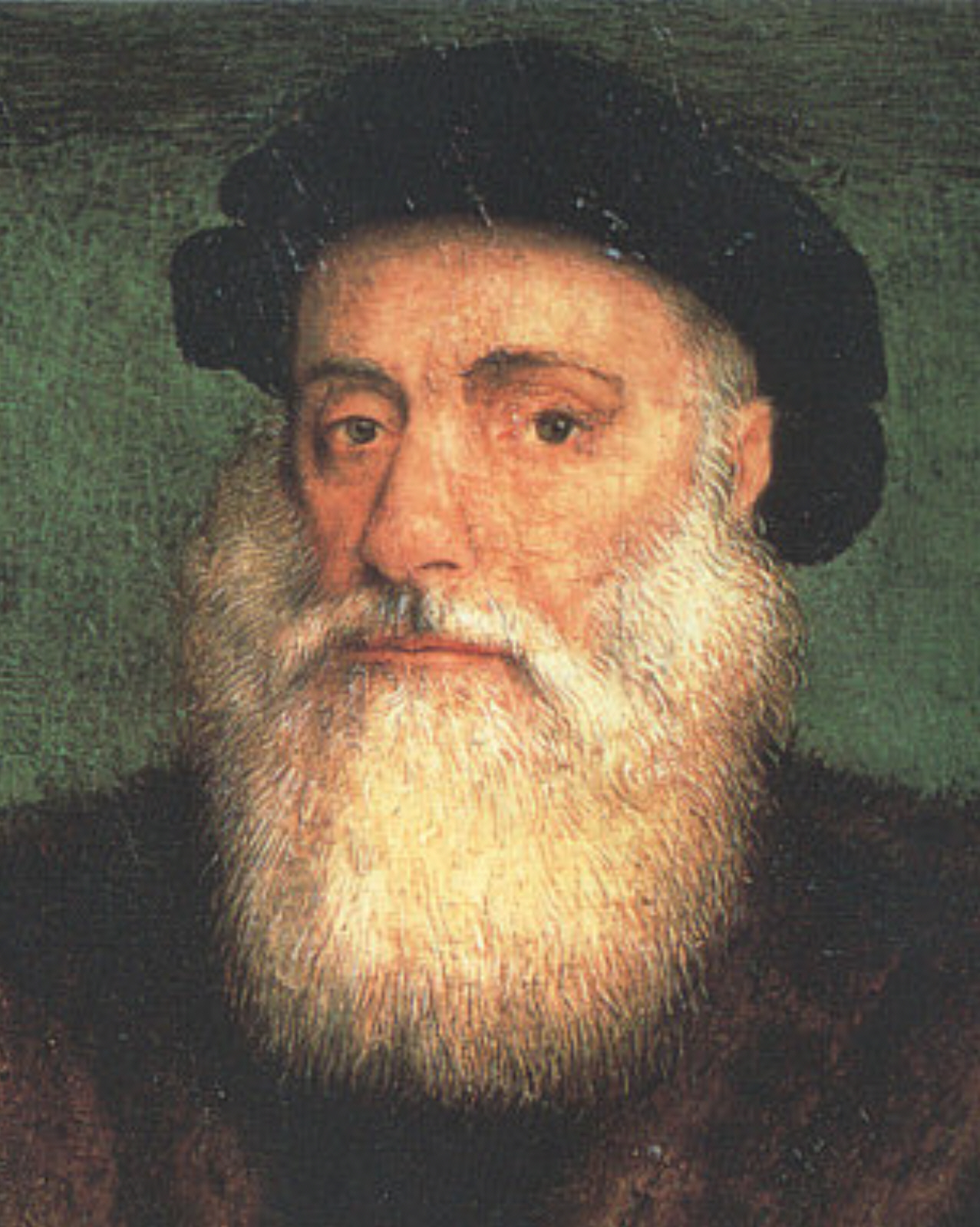
Vasco da Gama,
overleden in 1524

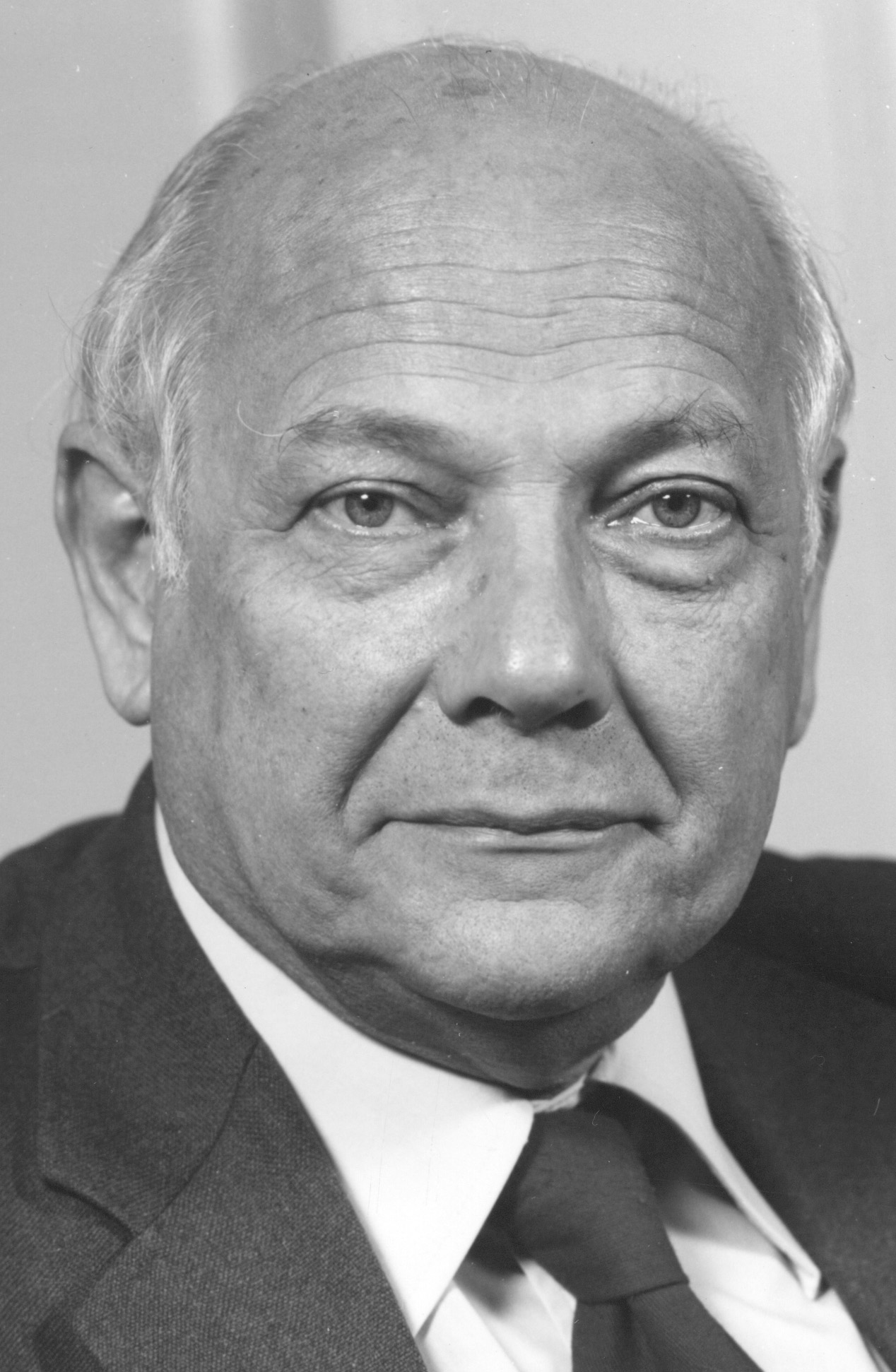
Joop den Uyl,
overleden in 1987

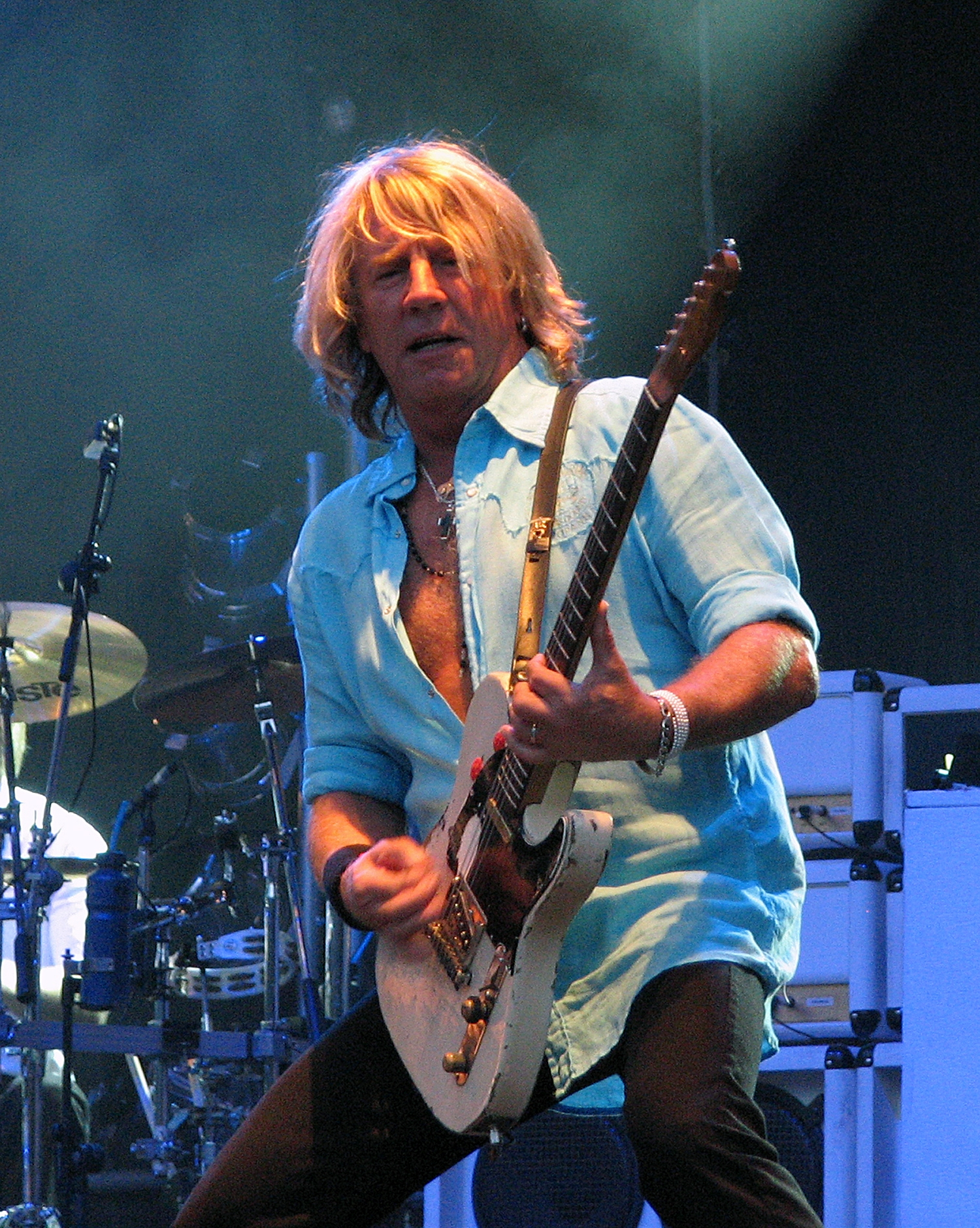
Rick Parfitt
overleden in 2016

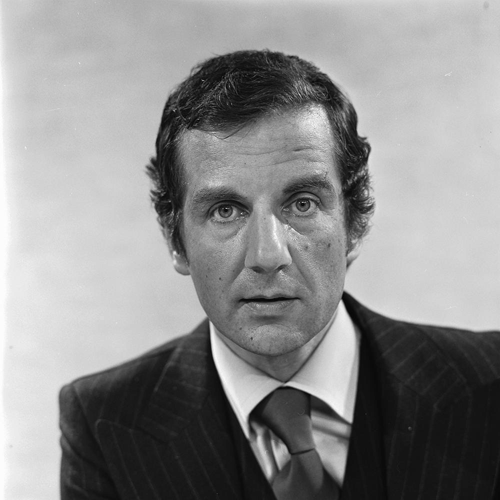
Fred Emmer
overleden in 2019

- 1524 - Vasco da Gama (55), Portugees ontdekkingsreiziger
- 1647 - Albert Burgh (±54), Nederlands geneesheer, lid van de vroedschap en burgemeester van Amsterdam
- 1806 - Ferdinand van Oostenrijk (52), aartshertog van Oostenrijk
- 1811 - Gregorio de la Cuesta (70), generaal uit de Spaanse onafhankelijkheidsoorlog
- 1850 - Frédéric Bastiat (49), Frans econoom en filosoof
- 1863 - William Makepeace Thackeray (52), Engels schrijver
- 1865 - Paola Elisabetta Cerioli (49), Italiaans heilige, stichteres van de Zusters van de Heilige Familie
- 1872 - William John Macquorn Rankine (52), Brits natuurkundige
- 1889 - Jan Jakob Lodewijk ten Kate (70), Nederlands dichter
- 1907 - Martin Jacoby (65), Duits muzikant en entomoloog
- 1909 - Nicolaas Pierson (70), Nederlands bankier en politicus
- 1931 - Flying Hawk (77), Lakota krijger, historicus, filosoof en onderwijzer
- 1932 - Juan Abad (60), Filipijns toneelschrijver
- 1932 - Eyvind Alnæs (60), Noors componist
- 1935 - Alban Berg (50), Oostenrijks componist
- 1936 - Frederik Vilhelm Schmidt (91), Deens feminist en moordenaar
- 1944 - Gerrit de Boer (21), Nederlands verzetsstrijder
- 1957 - Norma Talmadge (64), Amerikaans actrice
- 1966 - Arthur De Laender (76), Belgisch atleet
- 1973 - Bruno Wolke (69), Duits wielrenner
- 1975 - Bernard Herrmann (64), Amerikaans componist
- 1977 - Juan Velasco Alvarado (67), Peruviaans politicus
- 1978 - Mea Verwey (86), Nederlands uitgeefster en letterkundige
- 1979 - Rudi Dutschke (39), Duits studentenleider en politicus
- 1980 - Karl Dönitz (89), Duits admiraal
- 1981 - René Barbier (91), Belgisch componist
- 1985 - Ferhat Abbas (86), eerste president van Algerije
- 1985 - Demetrio Vallejo (75), Mexicaans vakbondsleider
- 1987 - Joop den Uyl (68), Nederlands politicus en minister-president
- 1990 - Rodolfo Orlandini (85), Argentijns voetballer en voetbalcoach
- 1992 - Peyo (64), Belgisch stripauteur
- 1994 - John Osborne (65), Brits toneelschrijver en scenarist
- 1998 - Rita Corita (81), Nederlands zangeres
- 1998 - Daan Kagchelland (84), Nederlands zeilkampioen
- 1999 - João Figueiredo (81), Braziliaans militair en politicus
- 1999 - Malcolm C. Pappin (74), Amerikaans componist, muziekpedagoog en trompettist
- 2001 - Josef Ferdinand Arens (87), Nederlands scheikundige
- 2001 - Harm Bouman (84), Nederlands moordenaar en medewerker van nazi-SD
- 2001 - Robert Leckie (81), Amerikaans marinier, journalist en schrijver
- 2002 - Lex Braamhorst (74), Nederlands presentator
- 2002 - Billy Brooks (76), Amerikaans jazztrompettist en -componist
- 2002 - Luciano Chailly (82), Italiaans componist
- 2003 - Toni Boltini (83), Nederlands circusdirecteur
- 2004 - Jan van Vlijmen (69), Nederlands componist
- 2007 - Andreas Matzbacher (25), Oostenrijks wielrenner
- 2008 - Samuel Huntington (81), Amerikaans politicoloog
- 2008 - Harold Pinter (78), Brits toneelschrijver
- 2009 - Marcus Bakker (86), Nederlands politicus
- 2009 - Conny De Boos (45), Belgisch radiopresentatrice
- 2010 - Frans de Munck (88), Nederlands doelman
- 2010 - Eino Tamberg (80), Estisch componist
- 2011 - Johannes Heesters (108), Nederlands acteur en operettezanger
- 2011 - Bruno Huygebaert (50), Belgisch radiojournalist
- 2011 - Vitali Tsesjkovski (67), Russisch schaakgrootmeester
- 2012 - Richard Bennett (76), Brits componist en pianist
- 2012 - Charles Durning (89), Amerikaans acteur
- 2012 - Jack Klugman (90), Amerikaans acteur
- 2012 - Joop Vogt (85), Nederlands politicus
- 2014 - Buddy DeFranco (91), Amerikaans jazzklarinettist
- 2014 - Krzysztof Krauze (61), Pools filmregisseur en scenarioschrijver
- 2015 - Eugène Dodeigne (92), Frans beeldhouwer
- 2015 - William Guest (74), Amerikaans zanger
- 2016 - Richard Adams (96), Brits schrijver
- 2016 - Ted Meines (95), Nederlands generaal en verzetsman
- 2016 - Rick Parfitt (68), Brits musicus
- 2016 - Liz Smith (95), Brits actrice
- 2016 - Barbara Straathof (41), Nederlands zangeres
- 2017 - Arie Groenevelt (90), Nederlands vakbondsbestuurder
- 2017 - Heather Menzies (68), Amerikaans actrice
- 2017 - Lambert Tegenbosch (91), Nederlands kunstcriticus, publicist en galeriehouder
- 2018 - Jozef Adamec (76), Tsjechisch voetballer
- 2018 - Hermann Walenta (96), Oostenrijks schilder, graficus, en beeldhouwer
- 2018 - Marc Witteman (57), Nederlands burgemeester
- 2019 - Fred Emmer (85), Nederlands nieuwslezer
- 2019 - Geertje Kuijntjes (114), Nederlands supereeuweling
- 2020 - Harry Kies (67), Nederlands impresario
- 2020 - J.B. Philibert (89), Nederlands ouderling en opinieleider
- 2021 - Marcel Chappin (77), Nederlands priester, theoloog en kerkhistoricus
- 2021 - Johann Koller (66), Oostenrijks componist, dirigent, organist, trompettist en muziekuitgever
- 2021 - Raúl Madero (82), Argentijns voetballer
- 2022 - Vittorio Adorni (85), Italiaans wielrenner
- 2022 - Arthur Boni (88), Belgisch-Nederlands acteur
- 2022 - Franco Frattini (65), Italiaans politicus
- 2022 - Archer MacLean (60), Brits computerspelprogrammeur
- 2022 - Kathy Whitworth (83), Amerikaans golfster
- 2023 - Kamar de los Reyes (56), Puerto Ricaans-Amerikaans acteur
- 2023 - Ron Nelson (94), Amerikaans componist, muziekpedagoog en dirigent
- 2023 - Willie Ruff (92), Amerikaans jazzmuzikant en componist
- 2024 -  Nils Egil Aaness (88), Noors langebaanschaatser
- 2024 -  Pascal Hervé (60), Frans wielrenner
- 2024 - Jan Keja (87), Nederlands televisieregisseur
- 2024 - Fons Roggeman (85), Belgisch kunstschilder

## Viering/herdenking

Libische onafhankelijkheid

- Libië: Verjaardag van de Libische onafhankelijkheid in 1951
- De avond voor 1e kerstdag wordt aangeduid als kerstavond.
- Rooms-katholieke kalender:
  - Heilige Delphinus (van Bordeaux) († 404)
  - Heilige Irmina van Oeren († c. 716)
  - Heilige Adela (van Pfalzel) († c. 730/5)
  - Adam en Eva, stamouders
  - Heilige Paola Elisabetta Cerioli († 1865)
  - Heilige Hanno van Worms († 978)

## Weerextremen

### Nederland
| | Officiële records | Officiële records | Officiële records |      | Landelijke records | Landelijke records | Landelijke records |
| Gebeurtenis | Jaar              | Extreem           | Locatie           | Jaar | Extreem            | Locatie            |                    |
| --- | ----------------- | ----------------- | ----------------- | ---- | ------------------ | ------------------ | ------------------ |
| Laagste etmaalgemiddelde temperatuur (°C) | 1963              | −7,4              | De Bilt           |      | 1963               | −10,5              | Eelde              |
| Hoogste etmaalgemiddelde temperatuur (°C) | 1977, 2023        | 11,6              | De Bilt           |      | 1977               | 12,3               | Eindhoven          |
| Laagste minimumtemperatuur (°C) | 1946              | −10,8             | De Bilt           |      | 1923               | −15,9              | Eelde              |
| Hoogste minimumtemperatuur (°C) | 2023              | 9,5               | De Bilt           |      | 2023               | 10,1               | Rotterdam          |
| Laagste maximumtemperatuur (°C) | 1938, 1962-1963   | −3,8              | De Bilt           |      | 1963               | −7,8               | Eelde              |
| Hoogste maximumtemperatuur (°C) | 1977              | 15,3              | De Bilt           |      | 1977               | 16,2               | Eindhoven          |
| Hoogste uurgemiddelde windsnelheid (m/s) | 1977              | 17,5              | De Bilt           |      | 1977               | 25,2               | Cadzand            |
| Hoogste windstoot (m/s) | 1977              | 31,9              | De Bilt           |      | 1977               | 35,5               | Schiphol           |
| Langste zonneschijnduur (uur) | 1944              | 6,7               | De Bilt           |      | 1962               | 6,9                | De Kooy            |
| Langste neerslagduur (uur) | 2023              | 12,1              | De Bilt           |      | 2000               | 18,6               | Berkhout           |
| Hoogste etmaalsom van de neerslag (mm) | 2023              | 18,9              | De Bilt           |      | 2023               | 26,9               | Gilze-Rijen        |
| Laagste etmaalgemiddelde relatieve vochtigheid (%) | 1962              | 70                | De Bilt           |      | 1918               | 65                 | De Kooy            |
| Laagste uurwaarde luchtdruk op zeeniveau (hPa) | 1965              | 976,2             | De Bilt           |      | 1965               | 974,7              | Vlissingen         |
| Hoogste uurwaarde luchtdruk op zeeniveau (hPa) | 1962              | 1043,5            | De Bilt           |      | 1962               | 1046,9             | Eelde, Leeuwarden  |
| Officiële records worden altijd gemeten op het KNMI-weerstation in De Bilt. Landelijke records kunnen worden gemeten op elk officieel KNMI-weerstation in Nederland. |                   |                   |                   |      |                    |                    |                    |

Uitzonderlijke gebeurtenissen
- 1977 - Laatste officiële zachte dag van het jaar (maximumtemperatuur ≥ 15 °C in De Bilt).
- 1977 - Laatste landelijke zachte dag van het jaar gemeten in De Bilt, Deelen, Eelde, Eindhoven, Gilze-Rijen, Maastricht, Soesterberg, Twenthe en Volkel (maximumtemperatuur ≥ 15 °C op een officieel weerstation)
- 1980 - Officieel hoogste minimumtemperatuur in °C van december dit jaar gemeten in De Bilt: 8,1
- 1986 - Officieel laagste minimumtemperatuur in °C van december dit jaar gemeten in De Bilt: −3,8. Samen met 22 december
- 1994 - Officieel laagste minimumtemperatuur in °C van december dit jaar gemeten in De Bilt: −6,7
- 2023 - Officieel hoogste etmaalgemiddelde temperatuur in °C van december dit jaar gemeten in De Bilt: 11,6 (voorlopig). Samen met 25 december
- 2023 - Landelijk hoogste etmaalgemiddelde temperatuur in °C van december dit jaar gemeten in Westdorpe: 12,0 (voorlopig). Samen met 25 december
- 2023 - Officieel hoogste maximumtemperatuur in °C van december dit jaar gemeten in De Bilt: 12,9 (voorlopig)
- 2023 - Landelijk hoogste maximumtemperatuur in °C van december dit jaar gemeten in Gilze-Rijen en Westdorpe: 13,6 (voorlopig)
- 2023 - Officieel hoogste etmaalsom van de neerslag in mm van december dit jaar gemeten in De Bilt: 18,9 (voorlopig)
- 2023 - Landelijk hoogste etmaalsom van de neerslag in mm van december dit jaar gemeten in Gilze-Rijen: 26,9 (voorlopig)

### België
Dagrecords
- 1870 - Laagste etmaalgemiddelde temperatuur −8,8 °C
- 1839 - Hoogste etmaalgemiddelde temperatuur 12,5 °C
- 1864 - Laagste minimumtemperatuur −11,6 °C
- 1983 - Hoogste maximumtemperatuur 14,2 °C
- 1999 - Hoogste etmaalsom van de neerslag 26,2 mm

Uitzonderlijke gebeurtenissen
- 1940 - Minimumtemperaturen tot −11,0 °C in Gerdingen (Bree) en −17,7 °C in Wardin (Bastenaken).
- 1977 - Storm met windstoten tot 124 km/h in Oostende. Veel schade in het Scheldebekken met 7 doden.
- 2001 - Minimumtemperaturen tot −21,1 °C in Vlessart (Léglise).
- 2013 - Storm met windstoten tot 104 km/u in Beitem (Roeselare).

<< · 1 · 2 · 3 · 4 · 5 · 6 · 7 · 8 · 9 · 10 · 11 · 12 · 13 · 14 · 15 · 16 · 17 · 18 · 19 · 20 · 21 · 22 · 23 · 24 · 25 · 26 · 27 · 28 · 29 · 30 · 31 · >>